# Kostel svatého Mikuláše (Holešice)
Římskokatolický kostel svatého Mikuláše stával na návsi v zaniklé vesnici Holešice v okrese Most. Až do svého zániku býval farním kostelem ve farnosti Holešice.

## Historie
Raně gotický kostel byl v patnáctém století rozšířen a opevněn. Roku 1616 vyhořel a obnovy se dočkal až v roce 1678. Později byl několikrát upravován. V roce 1847 přistavěli k severní straně kostela kapli Panny Marie a roku 1894 proběhla oprava interiéru, při které byla popraskaná pískovcová žebra klenby v presbytáři nahrazena žebry štukovými. V roce 1908 byla prodloužena loď a přistavěna sakristie. Vesnice musela na konci sedmdesátých let dvacátého století ustoupit těžbě hnědého uhlí v Lomu Vršany. Kostel byl spolu s její zástavbou zbořen během roku 1981.

## Stavební podoba
Gotický kostel stál na ostrově obehnaném vodním příkopem a původně také hradbou. Přístupný byl po mostě se dvěma oblouky a věží s bránou. Později byly do věže umístěny hodiny. Na mostě stávaly pískovcové sochy svatého Felixe a svatého Jana Nepomuckého z první poloviny osmnáctého století.
Samotný jednolodní kostel byl ukončen užším pravoúhlým presbytářem, u jehož severní strany stála hranolová věž s cimbuřím vyloženým na krakorcích. Měla renesanční okna, pozdně gotickou cihlovou jehlancovou střechu a v jejím přízemí se nacházela původní sakristie zaklenutá žebrovou klenbou s kruhovým svorníkem s vegetabilním motivem ze čtrnáctého století. Loď měla plochý rákosový strop a v její prodloužené západní části stála kruchta podepřená dvěma pilíři. Osvětlovala ji novogotická okna se segmentovými závěry.

## Zařízení
Většina zařízení byla v novogotickém slohu z počátku dvacátého století. Ze šestnáctého století pocházela kamenná křtitelnice na válcové noze. Kostelní varhany vyrobil podbořanský varhanář Langenauer v roce 1890.